# A Head Full of Dreams (singolo)
A Head Full of Dreams è un singolo del gruppo musicale britannico Coldplay, pubblicato il 7 ottobre 2016 come quarto estratto dall'album omonimo.

## Video musicale
Il videoclip, diretto da James Marcus Haney e girato a Città del Messico, è stato pubblicato il 19 agosto 2016 attraverso il canale YouTube del gruppo. Esso mostra i quattro componenti del gruppo attraversare la città in bicicletta fino a raggiungere il Foro Sol Stadium per tenere un concerto; nel video è inoltre presente un estratto del discorso pronunciato dall'attore britannico Charlie Chaplin nel film Il grande dittatore.

## Tracce
Download digitale
1. A Head Full of Dreams – 3:43

CD promozionale (Europa)
1. A Head Full of Dreams (Radio Edit) – 3:30
2. A Head Full of Dreams (Album Version) – 3:44
3. A Head Full of Dreams (Instrumental) – 3:49

## Formazione
Gruppo
- Chris Martin – voce, pianoforte, arrangiamento
- Jonny Buckland – chitarra, arrangiamento
- Guy Berryman – basso, arrangiamento
- Will Champion – batteria, voce, arrangiamento

Altri musicisti
- Rik Simpson – voce e strumentazione aggiuntiva
- Stargate – strumentazione aggiuntiva, arrangiamento
- Nico Berryman, Jonah Buckland, Violet Buckland, Blue Ivy Carter, Ava Champion, Juno Champion, Marianna Champion, Rex Champion, Aubrey Costall, Harvey Costall, Brian Eno, Elise Eriksen, Hege Fossum Eriksen, Selma Eriksen, Jacob Green, Sophia Green, Daniel Grollo, Finn Grollo, Kat Grollo, Mathilda Grollo, Max Harvey, Rafi Harvey, Idil Hermansen, Isak Hermansen, Alison Martin, Apple Martin, Moses Martin – coro

Produzione
- Stargate – produzione
- Rik Simpson – produzione, missaggio
- Daniel Green – co-produzione, ingegneria del suono aggiuntiva
- Bill Rahko – ingegneria del suono
- Tom Bailey, Robin Baynton, Jaime Sickora, Aleks Von Korff – ingegneria del suono aggiuntiva
- Laurence Anslow, Fiona Cruickshank, Nicolas Essig, Olga Fitzroy, Jeff Gartenbaum, Christian Green, Pablo Hernandez, Phil Joly, Miguel Lara, Matt McGinn, Chris Owens, Roxy Pope, John Prestage, Kyle Stevens, Derrick Stockwell, Matt Tuggle, Ryan Walsh, Will Wetzel – assistenza tecnica
- Emily Lazar – mastering

## Classifiche
| Classifica (2016) | Posizione massima |
| ----------------- | ----------------- |
| Belgio (Fiandre)  | 52                |
| Belgio (Vallonia) | 64                |
| Francia           | 156               |
| Paesi Bassi       | 60                |
| Spagna            | 45                |